# Thomas Eisenhut
Thomas Eisenhut (auch Eisenhuet, Eisenhuth, Taufname Tobias; * 23. Mai 1644 in Augsburg; † 4. November 1702 in Kempten) war ein deutscher Komponist, Kapellmeister, Organist und Musikpädagoge.

## Leben und Wirken
Thomas Eisenhut wurde auch auf den Namen Tobias getauft. Er war der älteste Sohn des Augsburger Bierbrauers und Gastwirts Hans Eisenhuet. Seine Mutter Anna geb. Neuenmair stammte aus einer Augsburger Müllersfamilie. Der Gasthof Zum Eisenhut am Augsburger Obstmarkt bestand von 1649 bis 1920. Man nimmt an, dass Thomas Eisenhut wie sein Bruder das Jesuitengymnasium in Augsburg besuchte. Im Jahre 1664 trat er als Novize ins Augustiner-Chorherrenstift (Kloster St. Georg) ein. Er wurde dort zum Priester geweiht und wirkte als Organist und Chorleiter. Außerdem war er als Canonicus regularis für den musikalischen Unterricht der Knaben zuständig. Sein Werk Musicalisches Fundament komponierte er für den Unterricht, es ist ein Werk der elementaren Musiklehre und enthält Solmisationsübungen. 1677 wurde er zum Stiftskapellmeister des Fürststift Kempten (Stiftskirche St. Lorenz) ernannt. Trotz einer Rückberufung nach Augsburg verblieb er dort bis an sein Lebensende.

## Werke
Geistliche Konzerte, Marienantiphonen, Hymnen, Offertorien und Lehrwerke, unter anderem:
- Harmonia sacra (Augsburg 1675)
- Musicalisches Fundament (Kempten 1682)
- Antiphonarium Marianum, Salve regina
- Offertoria de festis, tempore et communi
- Hymni ariosi op. 3